# Patrick Geryl
Patrick Geryl (1955) is een auteur en amateurastronoom uit Deurne. Hij is een van de leidende figuren van de Europese 2012-beweging. Geryl publiceerde diverse boeken met eigenzinnige theorieën en voorspellingen.
In zijn eerste boek, A new Space-Time Dimension uit 1979, toonde hij zich een tegenstander van de relativiteitstheorie.
Begin jaren negentig kwam hij in het nieuws als "fruitariër", met boeken over een zelf uitgevonden dieet dat op fruit, groenten en bepaalde voedselcombinaties steunde.
Hij beweert dat de oude Egyptenaren en de Maya's ervan overtuigd waren dat de wereld door een gigantische ramp zal worden getroffen, volgens onder anderen Geryl doordat de aardmagnetische polen door een uitbarsting van de zon in één klap zullen worden omgekeerd en dit gevolgen zal hebben voor de rotatie van de aarde. Deze gebeurtenis zou volgens Geryl plaatsvinden op 21 december 2012. Zijn werk over 2012 werd gepubliceerd in de Verenigde Staten en Polen.
Van de beweringen van Geryl bleek niets te kloppen. Hij liet later weten dat er een verkeerde berekening is gemaakt door de Spanjaarden, die de Mayakalender in de zestiende eeuw hebben omgezet naar de Gregoriaanse kalender. De amateurastronoom voorspelde nog twee keer het einde van de wereld; het zou plaatsvinden op 28 maart 2013 en 22 februari 2014.
In 2013 kreeg Geryl de 'Skeptische Put', een prijs die wordt gegeven aan diegenen die zich volgens de vereniging SKEPP uitzonderlijk onkritisch hebben opgesteld en de popularisering van kennis en wetenschap totaal verkeerd hebben begrepen.

## Publicaties
- Slank en gezond (1991)
- Vitaal door het leven (1992)
- The Orion Prophecy (1998)
- The World Cataclysm in 2012 (2005)
- How to survive 2012 (2006)